# Nationale Philharmonie der Ukraine
Die Nationale Philharmonie der Ukraine (ukrainisch Національна філармонія України/Nazionalna filarmonija Ukrajiny) ist ein Komplex von zwei benachbarten Konzertsälen in der ukrainischen Hauptstadt Kiew.
Die Philharmonie liegt im Chreschtschatyj-Park beim Europäischen Platz im Zentrum Kiews.
Das historische Hauptgebäude besitzt den Status eines Architekturdenkmals und wurde 1882 nach Plänen des Architekten Wladimir N. Nikolajew für die Kiewer Kaufmannsvereinigung erbaut, das Nebengebäude entstand 1934.

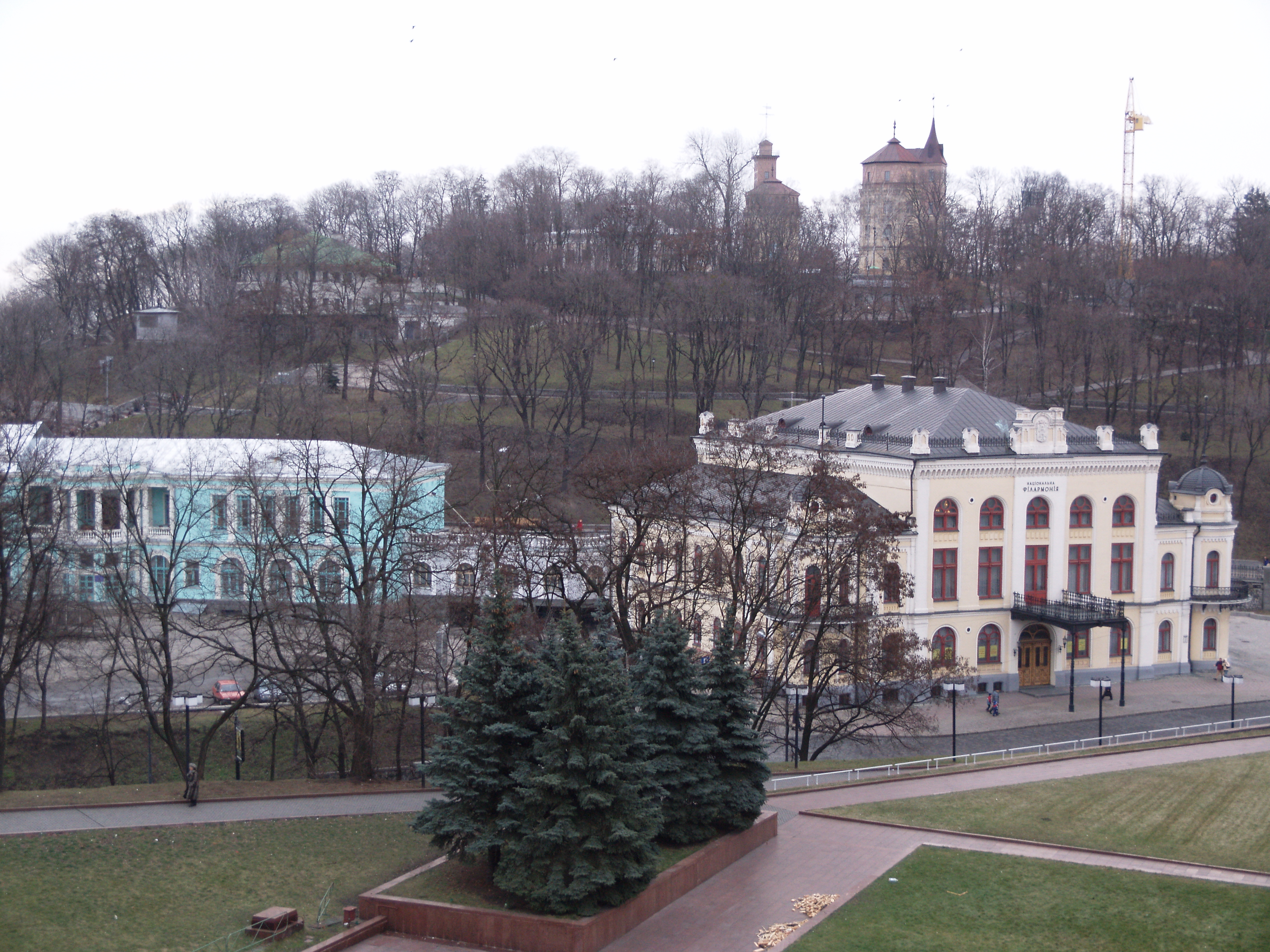
Haupt- und Nebengebäude der Nationalen Philharmonie

Das für seine gute Akustik bekannte Gebäude bekam im Oktober 1994 vom damaligen Präsidenten der Ukraine Leonid Kutschma den Status der Nationalen Philharmonie der Ukraine verliehen. Die nach Mykola Lyssenko benannte Säulenhalle im Hauptgebäude gilt nach dem Opernhaus als wichtigster Veranstaltungsort Kiews und ist die Heimstätte des Nationalen Sinfonieorchesters der Ukraine.